# Floren Aoiz Monreal
Floren Aoiz Monreal (Tafalla, 1966) és un polític, escriptor i columnista polític navarrès pertanyent a l'àmbit de l'esquerra abertzale.

## Biografia
Implicat en política des de molt jove, va ser dirigent de Jarrai. Va ser parlamentari foral per Herri Batasuna a les eleccions al Parlament de Navarra de 1987 fins al 1997 i membre de la seva taula nacional i portaveu d'aquesta formació (juntament amb Jon Idígoras) des de 1992. També va ser responsable d'organització de HB a Navarra. Al maig de 1992 va ser un dels representants de HB en les converses que van mantenir amb el PNB. Al desembre de 1997, va ser condemnat pel Tribunal Suprem a set anys de presó, juntament amb la resta de components de la direcció d'HB, per col·laboració amb ETA, després que HB emetés un vídeo d'ETA en un dels seus espais de propropaganda electoral. Aoiz i la resta dels seus companys van ser empresonats fins a juliol de 1999, quan el Tribunal Constitucional va acceptar el recurs d'empara presentada per la coalició i els membres de la taula nacional van ser excarcerats. Després de la seva posada en llibertat, encara que va tornar a ser membre de la taula nacional de HB, no hi va tenir responsabilitat definida., abandonant la primera línia política, si bé ha seguit participant en actes públics de l'esquerra abertzale.
El 2002 va ser imputat pel jutge Baltasar Garzón, juntament amb altres 21 persones que formaven o havien format part de la direcció de Batasuna i els seus antecessors, per pertinença a banda armada. El seu processament, juntament amb el de la resta d'acusats, va ser confirmat per l'Audiència Nacional en 2006
En 2007 va formar part, en un lloc testimonial (el 29) de la llista de l'agrupació electoral Abertzale Sozialistak (llista encapçalada per Pernando Barrena) al Parlament de Navarra, impugnada finalment pel Tribunal Suprem, que la considerava continuadora de la il·legalitzada Batasuna, i va participar en manifestacions en suport d'ANB. Lidera la campanya per a demanar l'alliberament del líder de la il·legalitzada Batasuna, Arnaldo Otegi, empresonat des del 8 de juny de 2007 per enaltiment del terrorisme També és columnista al diari Gara.

## Obres
- La vieja herida. De la conquista española al Amejoramiento Foral (Txalaparta, 2002)
- El jarrón roto (Txalaparta, 2005)